# فرمان مخفی امپراتوری برای سرنگونی شوگون‌سالاری

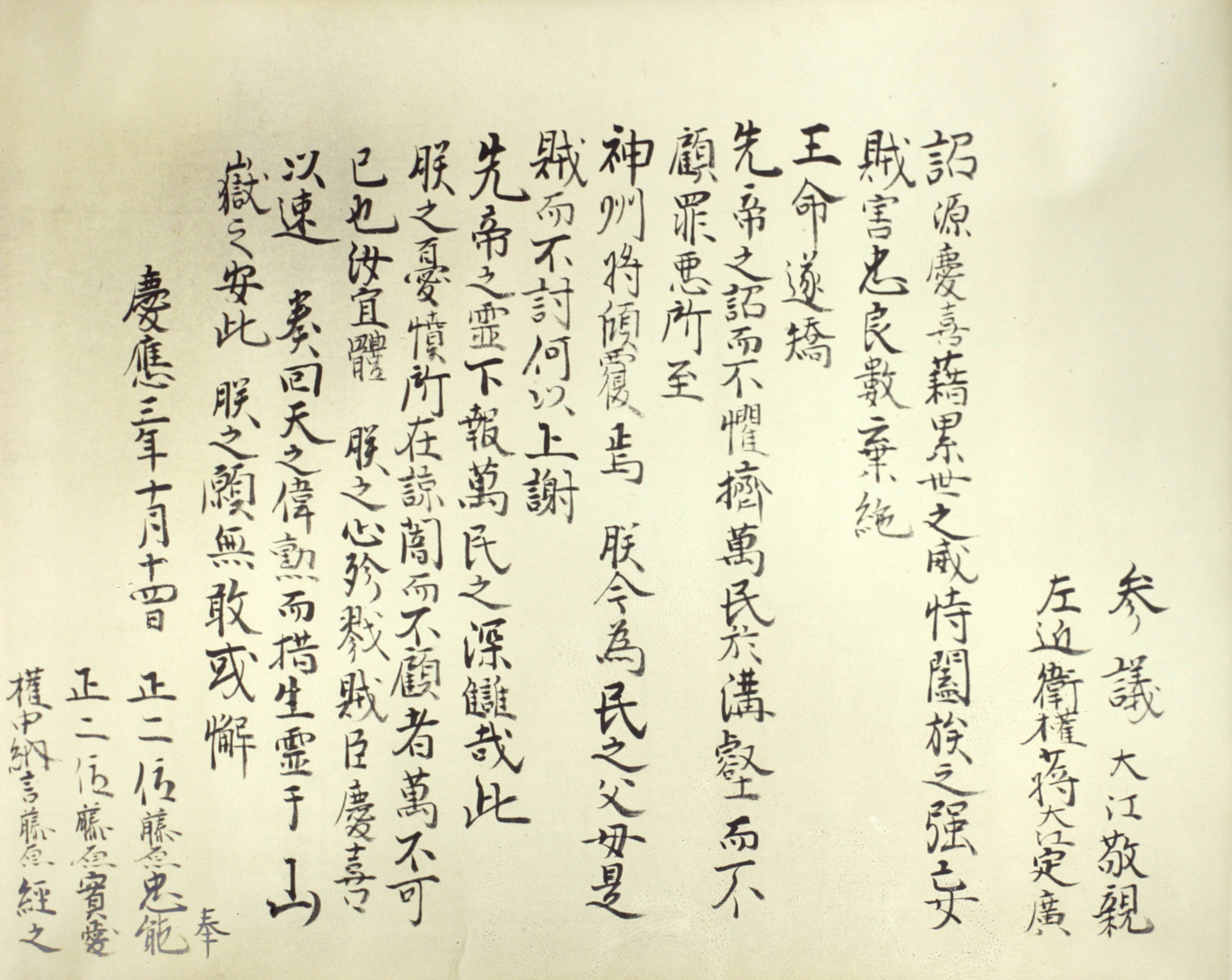
کپی عکسی از نسخه‌ای که در ۹ نوامبر ۱۸۶۷ برای موری تاکاچیکا و پسرش صادر شده است؛ نسخه اصلی در موزه موری نگهداری می‌شود.

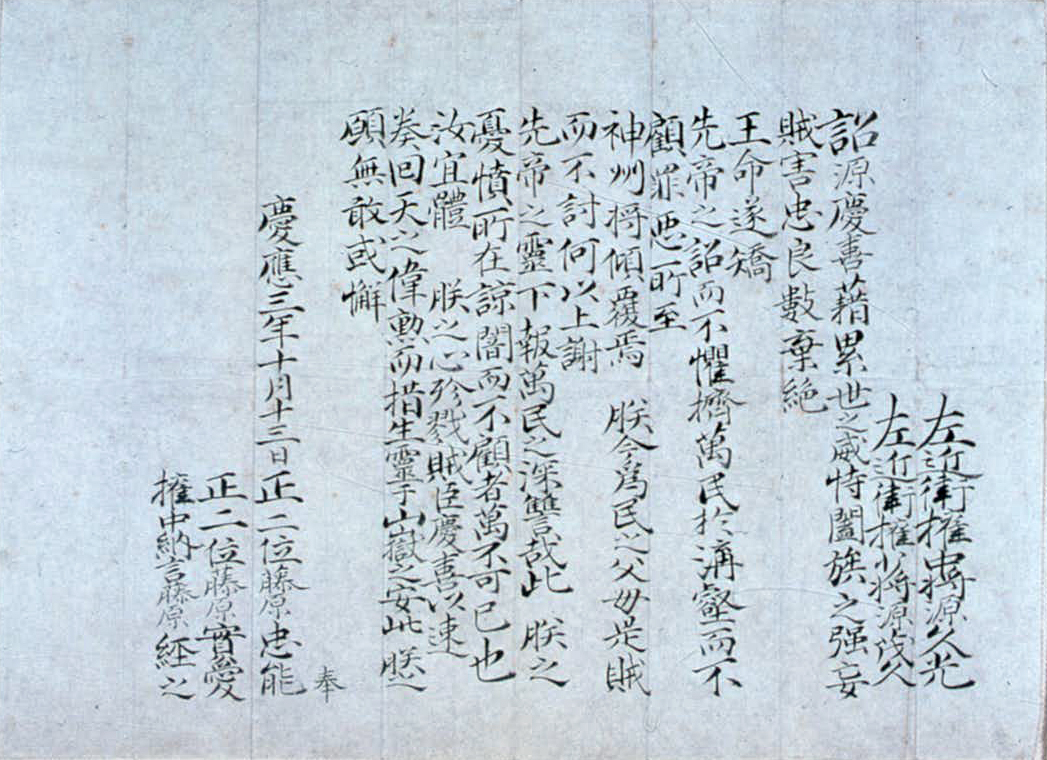
رونوشتی که در ۸ نوامبر ۱۸۶۷ برای شیمازو هیسامیتسو و پسرش صادر شده است؛ نسخه اصلی در مرکز آثار تاریخی استان ریمیکان، کاگوشیما نگهداری می‌شود.

فرمان مخفی امپراتوری برای سرنگونی شوگون‌سالاری
(به ژاپنی: 討幕の密勅, tōbaku no mitchoku)، یک سند دربار ژاپنی بود که در نوامبر ۱۸۶۷ برای اصلاحات میجی در ژانویه ۱۸۶۸ به دایمیو‌ها از قلمرو ساتسوما و قلمرو چوشو صادر شد.

## متن
- شیمازو هیسامیتسو، کاپیتان موقت میانی لشکر چپ نگهبانان کاخ داخلی
- شیمازو تادایوشی، کاپیتان موقت فرعی لشکر چپ نگهبانان کاخ داخلی

به فرمان امپراتوری: توکوگاوا یوشینوبو، با تکیه بر قدرت و اقتدار موروثی نسل‌های متوالی و وابسته به قدرت کل خاندان خود، بی‌پروا به وفاداران و خوبان آسیب رسانده و بارها از دستورهای امپراتوری سرپیچی کرده است. در نهایت، با بی‌احترامی به فرمان‌های امپراتور فقید (امپراتور کومی)، و بی‌توجه به اینکه مردم را با تمام وجودشان به ورطه نابودی کشانده است، جنایت فراگیر او سرزمین خدایان را تهدید به ویرانی می‌کند. اکنون ما پدر و مادر مردم هستیم. اگر خائن را مجازات نکنیم، چه بهانه‌ای برای ارائه به روح امپراتور فقید خواهیم داشت؟ چه پاداشی می‌توانیم برای این آسیب عمیق به عموم مردم ارائه دهیم؟ این منشأ غم و اندوه و خشم ماست. کنار گذاشتن دوره سوگواری کاملاً اجتناب‌ناپذیر است. شما باید به آرزوهای قلب ما جامه عمل بپوشانید. یوشینوبو، مأمور خائن را به هلاکت برسانید. به محض اینکه این کار آسمانی را به سرعت انجام دادید، آرامش ارواح ساکن کوهستان (ایکیریو) در دسترس خواهد بود. این آرزوی ماست. دریغ نکنید و سهل‌انگاری نکنید.
- سیزدهمین روز از دهمین ماه کیئو (دوره) ۳ (۸ نوامبر ۱۸۶۷) ناکایاما تادایاسو، رتبه دوم ارشد
- فوجیوارا ساننارو، رتبه دوم ارشد
- فوجیوارا تسونه‌یوکی، بازیگر مشاور میانی (چوناگون)